# Riccardo De Maestri
Riccardo De Maestri (Genova, 21 febbraio 1921 – Genova, 4 luglio 1999) è stato un ingegnere e architetto italiano attivo a Genova e in Liguria nella seconda metà del 900.

## Inquadramento storico
De Maestri appartiene alla generazione degli architetti e ingegneri italiani che, iniziando l'attività nell'immediato dopoguerra, si trovarono a fronteggiare l'immane problema della ricostruzione e del riavvio dell'attività edilizia. Occorreva intervenire sul vasto patrimonio architettonico vulnerato conciliando le esigenze della sicurezza strutturale con quelle del rispetto dei valori storici, artistici e ambientali: c'era l'occasione per contribuire affinché dalla nuova espansione del costruito derivasse una configurazione accettabile della città moderna; era importante trasmettere le esperienze e le conoscenze acquisite ai giovani studenti. Questi furono i punti di partenza di De Maestri, che influenzarono il suo successivo agire come progettista, studioso, docente.

## Docenza universitaria
Laureato nel 1944 in ingegneria civile, lavorò in due Facoltà dell'Università di Genova: quella di Ingegneria (dove fu assistente di Architettura e Composizione architettonica e professore incaricato di Disegno) e quella di Architettura (presso la quale insegnò Tecnica delle costruzioni). Nel 1970 conseguì la libera docenza in Disegno.

## Restauro
Legò il suo nome a diversi interventi di restauro strutturale e architettonico su rilevanti edifici monumentali, fra cui il consolidamento di Palazzo Spinola in Piazza Pellicceria, di Palazzo Imperiale in Campetto, di strutture medioevali nel centro storico di Genova, di vari monumenti nella Riviera di Ponente; particolarmente importante il restauro statico della cattedrale di Albenga.

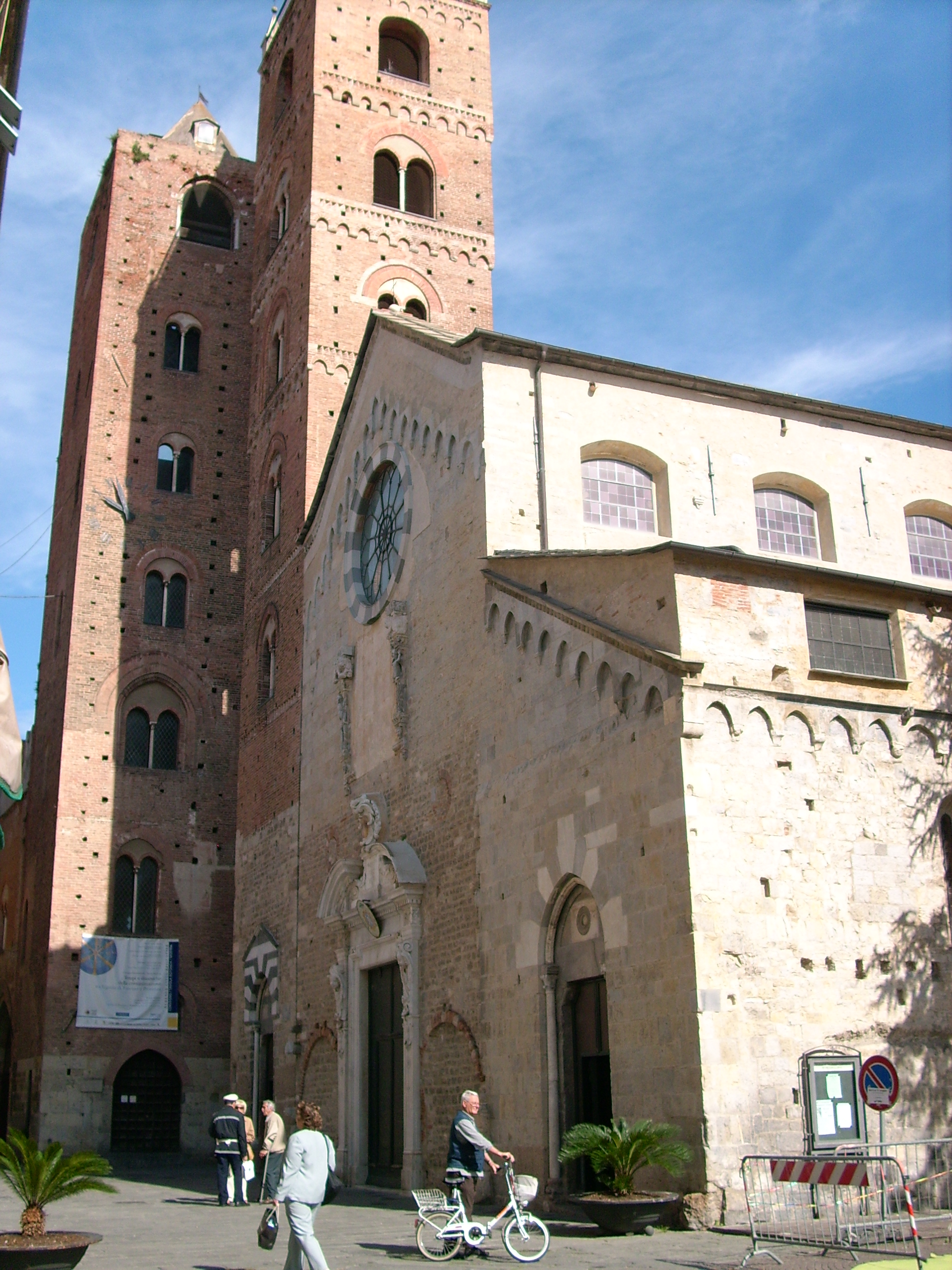
La Cattedrale di Albenga, di cui De Maestri curò il restauro statico

## Ricerca scientifica
Dall'attività progettuale nel campo del restauro De Maestri trasse spunto per ricerche storiche, strutturali e di critica architettonica su antichi edifici, manufatti e insediamenti della Liguria. Fra questi, lavori di critica storica, come le analisi di fortificazioni liguri del XVI secolo; altri di natura tecnologica, dedicati a proposte di tecniche d'intervento su edifici antichi mediante le moderne procedure di presollecitazione; altri ancora in cui la ricerca storica si abbina all'indagine sulle patologie strutturali, come uno studio sugli antichi ponti della Riviera di Ponente; altri infine di pura scienza delle costruzioni, come una memoria, scritta in collaborazione con Riccardo Baldacci, sulla cupola della basilica di Galeazzo Alessi in Carignano, a Genova.

## Progettazione
Nella progettazione delle nuove costruzioni De Maestri aderì con convinzione ai principi del Razionalismo e agli insegnamenti del Movimento Moderno, su una linea che ebbe all'Università di Genova punti di riferimento della levatura di Luigi Carlo Daneri. Fra i suoi numerosi progetti realizzati vi sono diversi edifici pubblici di rilievo, quali i padiglioni della Facoltà di Ingegneria in via all'opera Pia, la casa dello studente in via Asiago e il complesso scolastico di via Cavallotti a Genova; vi sono anche numerosi edifici privati, a Genova e nel resto della Liguria. Fra i progetti non realizzati è di notevole interesse, anche per la concezione strutturale, la proposta che presentò al concorso per il palazzo dello sport, alla Fiera del Mare di Genova. Anche a questa parte della sua attività progettuale, riguardante le nuove architetture, fecero riscontro ricerche, soprattutto su aspetti tecnologici.